# Theo Bruce
Theodore William "Bill" Bruce, född 28 juli 1923 i Adelaide, död 1 augusti 2002, var en australisk friidrottare.
Bruce blev olympisk silvermedaljör i längdhopp vid sommarspelen 1948 i London.